# Statos–Agios Fotios
Statos–Agios Fotios (in greco Στατός-Άγιος Φώτιος?) è una comunità (in greco κοινότητα?, koinótita) composta da due villaggi, Statos e Agios Fotios, nel distretto di Paphos a Cipro. Nel 2011, la loro popolazione totale era di 243 abitanti.

## Geografia fisica
I due villaggi si trovano a circa 4 km a sud-sud-ovest del villaggio di Pano Panagia. Edificato a un'altitudine di 913 metri,  in mezzo a un paesaggio verdeggiante sulle pendici orientali delle aree montuose della provincia, Statos–Agios Fotios è un villaggio scarsamente popolato con giardini ben curati e un buon piano regolatore.

## Storia
Il villaggio odierno consiste nell'unificazione di due insediamenti separati, che negli anni '70 si sono fusi. I due villaggi, che si trovavano a due chilometri di distanza l'uno dall'altro, nel periodo 1966-1969, a causa delle precipitazioni abbondanti, subirono gravi danni a causa delle devastanti frane dell'epoca e il governo di allora chiamò speciali geologi per studiare il fenomeno. Si ritenne quindi necessario spostare gli insediamenti in un altro luogo e così i residenti delle due comunità decisero di unirsi, con il consenso del governo locale e del Presidente della Repubblica di Cipro Mons. Makarios III. Alla fine del 1973, i primi abitanti del nuovo villaggio iniziarono a trasferirsi, mentre con l'invasione turca del 1974, molti rifugiati provenienti dalle aree occupate del nord di Cipro si trasferirono nell'area, costruendo lì la loro nuova casa. Gli edifici dei due insediamenti precedenti sono stati abbandonati, ad eccezione di alcune case che i pastori utilizzano quando portano le loro mandrie al pascolo nella zona.
Il vecchio villaggio di Statos è il luogo di nascita dell'arcivescovo di Cipro Chrysostomos I.

## Economia

### Agricoltura
Statos–Agios Fotios, il villaggio più montuoso del distretto di Paphos, ha una grande tradizione nella viticoltura e, a causa dell'altitudine, i vigneti della zona sono gli ultimi a maturare. È qui che prosperano l'uva nera, lo Xynisteri, il cabernet e, in misura minore, la varietà malaga. Un'altra caratteristica naturale della comunità è il noce, poiché tutte le strade sono piantate con questi alberi, mentre nella zona crescono anche meli, peri, peschi, ciliegi e molti altri alberi da frutto e agrumi. Dall'uva gli abitanti producono la tradizionale zivania (acquavite di vinaccia), i soutzoukos (dolci tradizionali locali a base di uva) e l'uva passa. Nelle aziende di lavorazione della carne e dei latticini locali si producono molti prodotti caseari e gastronomici, come la tsamarella, le salsicce di Paphos, l'halloumi, le trachanas, le noci e le mandorle. Nella zona ci sono anche piccoli laboratori che producono i tradizionali dolci al cucchiaio (conserve dolci).

### Turismo
Punto di partenza ideale per escursioni alle vicine chiese-monasteri della zona e comunità tranquilla che offre tranquillità, un clima fresco durante i mesi estivi e le bellezze della campagna cipriota, Statos–Agios Fotios è una base per salire al punto più alto del distretto.